# 21545 Koirala
21545 Koirala è un asteroide della fascia principale. Scoperto nel 1998, presenta un'orbita caratterizzata da un semiasse maggiore pari a 3,0364017 UA e da un'eccentricità di 0,0120832, inclinata di 8,85399° rispetto all'eclittica.